# Dealu Ordâncușii, Alba
Dealu Ordâncușii este un sat în comuna Gârda de Sus din județul Alba, Transilvania, România.
 Acest articol despre o localitate din județul Alba este deocamdată un ciot. Puteți ajuta Wikipedia prin completarea lui.